# Juanjo Mena
Juan José Mena Ostériz (Vitoria, Álava, 21 de septiembre de 1965), más conocido como Juanjo Mena, es un director de orquesta español.

## Biografía
Mena nació en Vitoria en 1965. Comenzó sus estudios musicales en el Conservatorio de Vitoria. Más tarde asistió al Real Conservatorio Superior de Música de Madrid, donde tuvo como profesores a Carmelo Bernaola (composición y orquestación) y Enrique García Asensio (dirección). También estudió dirección de orquesta con Sergiu Celibidache en Múnich con una beca Guridi-Bernaola de la Diputación de Álava.
El 24 de enero de 2025 anuncia que padecía alzhéimer, aunque seguirá trabajando como director de orquesta.

## Trayectoria
En 1997 el gobierno vasco seleccionó a Mena para formar la Orquesta Juvenil de Euskal Herria. Posteriormente, se convirtió en director asociado de la Orquesta Sinfónica de Euskadi.
De 1999 a 2008, Mena fue director artístico y director principal de la Orquesta Sinfónica de Bilbao. Con ella realizó grabaciones comerciales para Naxos Records con música de Jesús Guridi y Andrés Isasi. Su debut como director invitado en Estados Unidos fue con la Orquesta Sinfónica de Baltimore en 2004. Mena trabajó de 2007 a 2010 como director invitado del Teatro Carlo Felice de Génova y fue el principal director invitado de la Orquesta Filarmónica de Bergen (2007-2013). En julio de 2010, la Filarmónica de la BBC anunció el nombramiento de Mena como su noveno director titular, efectivo desde la temporada 2011-2012, con un contrato inicial de tres años para un total de doce conciertos por año. Mena había dirigido la misma Filarmónica en cuatro ocasiones antes de su nombramiento. En 2013 el director y la orquesta llegaron a un acuerdo y se prorrogó su contrato tres años más. La Filarmónica de la BBC bajo la dirección de Juanjo Mena, ha registrado comercialmente música de Gabriel Pierné, Manuel de Falla, y Xavier Montsalvatge para el sello discográfico Chandos.
El 28 de mayo de 2016 Mena debutó con la Filarmónica de Berlín, invitado por su titular Simon Rattle, con Iberia de Debussy, El sombrero de tres picos de Manuel de Falla y el Concierto para arpa del compositor argentino Alberto Ginastera.

## Premios y reconocimientos
- En 2016 recibió el Premio Nacional de Música de España.
- En 2017 le otorgaron la Medalla de Oro de Álava concedida por la Diputación Foral de Álava por “una impecable trayectoria que le ha llevado a convertirse en un referente mundial en su campo, llevando el nombre de Álava a los más prestigiosos escenarios del planeta a la cabeza de las mejores orquestas sinfónicas”.[12]
- En 2018 fue nombrado Hijo predilecto de la ciudad de Vitoria concedida por el Ayuntamiento de Vitoria.[13]